# Jeremy Roberts (homme politique)
Pour les articles homonymes, voir Jeremy Roberts et Roberts.
Jeremy Roberts, né le 10 novembre 1991 à Ottawa, est un homme politique provincial canadien de l'Ontario, membre du Parti progressiste-conservateur de l'Ontario.

## Biographie
Roberts naît à Ottawa et étudie à l'Université Carleton en science politique et à l'Université d'Oxford où il fait une maîtrise à l'école Blavatnik. Il devient ensuite aide du ministre des Finances fédérale Jim Flaherty et du critique de l'opposition officielle en matière d'Innovation, Science, Développement économique et Commerce intérieur, Dan Albas.
Le 15 mars 2022, il annonce son homosexualité dans le quotidien Ottawa Citizen.

## Politique
Avant son élection comme député, Roberts s'implique dans les campagnes de John Tory, Tim Hudak et Stephen Harper lors des élections.
Tentant d'obtenir la nomination progressiste-conservateur dans la circonscription d'Ottawa-Ouest-Nepean pour les élections générales ontariennes de 2018, il est défait par Karma MacGregor. Néanmoins, de nombreuses irrégularités était survenues durant cette investiture au point où le chef intérimaire Vic Fedeli, Patrick Brown ayant démissionné à la suite d'un scandale d'inconduite sexuelle, décide d'annuler l'investiture de MacGregor. Robert est ensuite nommé par acclamation candidat.
Élu par une faible marge lors des élections de 2018, le premier ministre Doug Ford le nomme assistant-parlementaire du ministre des Services à l'enfance et à la jeunesse en juin 2019.
Il est défait en 2022.